# Africajarc
Africajarc, contraction des mots Afrique et Cajarc, est le nom d'une association culturelle et d'un festival, basés dans le village de Cajarc dans le Lot. 
Le festival se déroule chaque année durant quatre jours, la troisième semaine de juillet.

## Description
Créé en 1999 à Cajarc, Africajarc est un festival pluridisciplinaire dédié aux cultures d'Afrique et est porté par l'association éponyme déclarée d'intérêt général. Elle se veut porte-parole du continent africain et de la diaspora africaine. Son objectif et son éthique sont de porter un message de tolérance, de favoriser un esprit d’ouverture et de compréhension du public sous le prisme de l'Afrique. Chaque année au mois de juillet le village de Cajarc est investi par les festivaliers, entre 20 000 et 25 000 selon les éditions,. Avec le temps l'expression « un festival dans un village » s'est associée à Africajarc. 
Le festival a comme devise « invitation aux cultures d'Afrique », à travers des programmations pluridisciplinaires (musique, littérature, cinéma, arts plastiques, contes, etc.). En 2022, à l'aube de sa vingt-troisième édition le festival est reconnu comme l'un des plus célèbres festivals dédiés aux cultures d'Afrique de France. Réputé parce que la plupart des grands artistes africains s'y sont produits, le festival est depuis quelques années devenu un véritable révélateur de talents, en particulier grâce à la section « tremplins » qui met en valeur des talents émergents comme récemment les groupes Yélé, John Bleck et Sorcier Apokalyps (vainqueurs des tremplins 2016 et 2017), leur proposant de se produire sur la grande scène l'année qui suit leur victoire aux tremplins.
Le festival emploie plus de 200 bénévoles. Il est auto-financé à seulement 50 % et donc économiquement fragile. Il a connu quelques années difficiles, notamment à cause de l'augmentation des coûts de sécurité et des coûts techniques, mais il est soutenu par des élus, des mécènes et des partenaires,.

## Historique

### 1997 - 1998
Lors de l’été 1997, une troupe d’artistes burkinabè et togolais donne un concert à Cajarc à l’occasion de leur échange avec le lycée Clément Marot de Cahors. Les écoles de Cajarc, soutenues par une association de parents d’élèves, montent une pièce de théâtre chaque année, projets culturels d’envergure menés pendant quatre ans avec des artistes professionnels.
La rencontre avec la troupe Kongo Ba en 1997 donne une autre orientation à ces projets : Jean-Pierre Lelubre, président de l’association des parents d’élèves, propose d’accueillir, Anani et Akouvi Apetogbo, deux des artistes de Kongo Ba, en résidence un an pour travailler avec les enfants autour de la danse, le chant, les rythmes et les contes d’Afrique de l’Ouest.
Huit écoles (quatre du Lot dont les deux écoles de Cajarc et quatre d’Aveyron) s'inscrivent dans cette démarche. En fin d’année scolaire 1998, trois grandes représentations réunissent 180 enfants sur scène et 1 000 spectateurs pour celle donnée à Cajarc le 4 juillet 1998.
Le président de l’Association de parents d’élèves à l’initiative de ce projet a réussi son pari : ouvrir les écoles rurales à d’autres horizons culturels. La soirée de juin 1998 lui donne l’envie et l’idée d’organiser un festival autour des cultures africaines. Ce soir-là, dans son esprit, le Festival Africajarc est déjà né, d'abord avec l'association Miadé qui deviendra association Africajarc en octobre 2002. Il réunit alors quelques amis dont David Pradayrol, Eric d’Isarn de Villefort et Didier Wyn pour mettre en place la première édition du Festival en 1999.

### 1999: première édition
Les 24 et 25 Juillet 1999, la première édition du festival Africajarc se déroule à Cajarc avec comme tête d'affiche le groupe sénégalais Touré Kunda. La réussite de cette première édition dépassant les espérances, le festival sera reconduit l'année suivante. 

### Années 2010
En 2018, le festival Africajarc célèbre sa vingtième édition, et bénéficie d'une très bonne fréquentation.

### Années 2020
Annulé en 2020 en raison de la pandémie de Covid-19, le festival est maintenu en 2021.

## Fréquentation
Le festival a attiré 18 000 festivaliers en 2017.

## Artistes invités

### Musique
- Youssou N'Dour
- Manu Dibango
- Touré Kunda
- Alpha Blondy
- Salif Keita
- Ismaël Lô
- Mory Kanté
- Richard Bona
- Femi Kuti
- Tiken Jah Fakoly
- Keziah Jones
- Omar Pène
- Angélique Kidjo
- Orchestra Baobab
- Daara J Family
- Amadou et Mariam
- Lokua Kanza
- Fatoumata Diawara
- Guem & Zaka Percussions
- Zap Mama
- Ba Cissoko
- Mamani Keïta
- Habib Koité
- Geoffrey Oryema
- Dobet Gnahoré
- Idir
- Masike Pedro Kouyaté
- Rokia Traoré
- Souad Massi
- Vieux Farka Touré
- Didier Awadi
- Régis Gizavo
- Ballaké Sissoko
- Staff Benda Bilili
- Roberto Fonseca

### Cinéma
- Cheick Oumar Sissoko
- Michel Zongo
- Abderrahmane Sissako
- Rama Thiaw
- Laurent Chevallier
- Emmanuelle Villard
- Valéry Gaillard
- Sylvia Vaser
- Delphe Kifouani
- Gilbert-Ndunga Nsangata
- Cheikh Djemaï
- Joël Calmettes
- Ibrahima Touré
- Mathieu Soudais
- Boubacar Gakou

### Littérature
- Adame Ba Konaré
- Beyrouk
- Tanella Boni
- Hemley Boum
- Ken Bugul
- Souleymane Bachir Diagne
- Boubacar Boris Diop
- Mourad Djebel
- Abdelkader Djemaï
- Emmanuel Dongala
- Eugène Ébodé
- Intagrist El Ansari
- Christian Epanya
- Khady Hane
- Cheikh Hamidou Kane
- Gaston Kelman
- Lilyan Kesteloot
- Jussy Kiyindou
- Alain Mabanckou
- Mohamed Mbougar Sarr
- Nathalie M’Déla-Mounier
- Boniface Mongo-Mboussa
- Fadéla M'Rabet
- Mamadou Mahmoud N'Dongo
- Wilfried N'Sondé
- Jean-Luc Raharimanana
- Sami Tchak
- Habib Tengour
- Adrienne Yabouza

### Arts plastiques
- Omar Sidibé
- Fadiwa
- Senou Fofana
- Nëggus
- Philippe Kayumba
- Mamadou Bâ « Bobo »
- Pape Teigne Diouf
- Olga Yameogo
- Rhode Makoumbou
- Jacob Diboum
- François Mafoua
- Do Mesrine
- Nina Adler
- Bamadou Traoré
- Diagne Chanel
- Olivier Sultan
- Mahmoud Nouacer
- Kokou Ekouagou
- Casimir Bationo
- Amadou Sanogo

### Bande dessinée
- Adjim Danngar (dit Achou)
- Edoardo Di Muro
- Nadège Guilloud-Bazin
- Alain Mata Mamengi dit Al’Mata
- Simon- Pierre Mbumbo
- Christophe N’Galle Edimo
- Didier Randriamanantena

### Contes
- Taxi conteur
- Bako
- Binda Ngazolo
- Hamadou Kansaye Lamine Diagne
- Sylvie Mombo
- Toumani Kouyaté
- Saïdou Abatcha
- Mamadou Sall

## Les éditions depuis 1999
- 1999: Première édition Touré Kunda
- 2000: Femi kuti, Manu Dibango, Rokia Traoré
- 2001: Manu Dibango, Guem, Sally Nyolo, Ba Cissoko
- 2002: Youssou N'dour, Tiken Jah Fakoly, Tito Paris, Teófilo Chantre, Toma Sidibé, Faudel
- 2003: Ismael Lo, Angelique Kidjo, Magic System, Joe Zawinul, Régis Gizavo
- 2004: Keziah Jones, Geoffrey Oryema, Rokia Traoré, Orchestra Baobab, Tony Allen, Dobet Gnahoré
- 2005: Tiken Jah Fakoly, Habib Koite, Miriam Makeba, Idir, Daby Toure, Antibalas
- 2006: Idir, Desert Rebel, Souad Massi, Didier Awadi, Diogal, Bonga, Lokua Kanza, Bakh Yaye, Herminia, Zap Mama
- 2007: Mory Kante, Abd Al Malik, Tcheka
- 2008: Manu Dibango, Tiken Jah Fakoly, Dobet Gnahoré
- 2009: Alpha Blondy, Salif Keita
- 2010: Grand Corps Malade, Nëggus, John Banzaï, Anna Anatchaï Kawa et Gnima, Mosaïca, Khaled, Vieux Farka Touré, Richard Bona, Fanga, Chengetai, Iza
- 2011: Omar Pene, Femi Kuti, Staff Benda Bilili[12]
- 2012: Hanitra, Amadou et Mariam, Fatoumata Diawara, Simon Nwambeben, Tiken Jah Fakoly, Alpha Blondy, Le Bal de l'Afrique Enchantée, Les mercenaires de l'ambiance
- 2013: Tendé Disswat, Pedro Kouyaté, Ballaké Sissoko, Fatoumata Diawara, Mamani Keïta, Roland Tchakounté, Manu Dibango, Les Tambours de Brazza,
- 2014: Angelique Kidjo, Jupiter, Black Bazar, Corneille
- 2015: Maya Kamaty, Zebda, Moh! Kouyaté, Nikki Hill, Mahmoud Ahmed, Kuku, Winston McAnuff et Fixi
- 2016: Kunbé, Pat Thomas et Kwashibu Area Band, Jupiter & Okwess International, Sahra Halgan, Awa Ly, Les Amazones d'Afrique, Ester Rada, Paris Kinshasa Express[13], Mandé Brass Band[14]
- 2017: Roberto Fonseca, Flavia Coelho, Jupiter & Okwess International, Mo'Kalamity, BKO Quintet, Vaudou Game, Yélé music & Erik Truffaz, African Salsa Orchestra
- 2018: La vingtième, du 19 au 22 juillet 2018. La section cinéma se dote d'une compétition de courts métrages africains[15]. Retour des Touré Kunda, 20 ans après. Alsarah & the Nubatones[1]
- 2019: Mokoomba, Mamadou Diabaté, Bonga, Abou Diarra, Gwana Diffusion[1], Kora Jazz Trio[16], Cheikh Lô, Teófilo Chantre
- 2021: Fatoumata Diawara, Daara J Family, Guiss Guiss Bou Bess, Gwana Diffusion, Kandy Guira, Christine Salem
- 2022: 23ème édition du 21 au 24 Juillet 2022. Une nouvelle scène découverte et une nouvelle dynamique, des talents affirmés et le retour de légendes: Youssou Ndour, Keziah Jones, Amen Viana, Lucia de Carvalho, Poundo, K.O.G, Lass, Mariaa Siga, Eliasse, Tina Mweni, Pamela Badjogo, Defmaamaadef, Sekou Kora Band, Flex Fab & Ziller Bas, Awori & Twani, Milky Malick, Asna, Faizal Mostrixx. Côté Littérature, le retour de Mohamed Mbougar Sarr en tant que Prix Goncourt 2021 et une riche progammation Cinéma.